# Maïa (rivière)
Pour les articles homonymes, voir Maia.
La Maïa (en russe : Майя, Мая) est une rivière de Russie en Sibérie orientale. C'est l'un des principaux affluents de l'Aldan, lui-même affluent de la Léna. 

## Géographie
Elle est longue de 1 053 km. La Maïa traverse le krai de Khabarovsk et la Yakoutie.
La rivière prend naissance dans le massif de Djougdjour, dans la région de Khabarovsk. Son cours suit d'abord une direction sud-ouest, puis prend une direction nord-ouest à partir de Nelkan. Elle se dirige ensuite vers le nord jusqu'à Aïm (ru), où elle entre en Yakoutie. Plus loin, la Maïa se jette dans l'Aldan, près de la ville de Oust-Maïa.
Le bassin de la Maïa a une superficie de 171 000 km2. Le débit moyen est de 1 180 m3/s à la confluence.

## Navigabilité
La Maïa est gelée depuis la deuxième quinzaine d'octobre jusqu'au mois de mai. En dehors de cette longue période, elle est navigable sur 500 km depuis son point de confluence avec l'Aldan. 

## Affluents
Son principal affluent est la Youdoma.

## Hydrométrie - Les débits à Tchabda
Le débit de la rivière a été observé pendant 65 ans (sur la période 1935-1999) à Tchabda, petite ville située à 88 kilomètres de la confluence avec l'Aldan . 
À Tchabda, le débit annuel moyen ou module observé sur cette période était de 1 159 m3/s pour une surface de drainage d'environ 165 000 km2, soit plus de 96 % de la totalité du bassin versant de la rivière qui en compte 171 000. La lame d'eau d'écoulement annuel dans le bassin se montait de ce fait à 222 millimètres, ce qui est assez élevé.
Le débit moyen mensuel observé en mars (minimum d'étiage) est de 54,0 m3/s, soit moins de 1,5 % du débit moyen du mois de juin (3 882 m3/s), ce qui souligne l'amplitude extrêmement importante des variations saisonnières. Les écarts de débit mensuel peuvent être encore plus importants selon les années : sur la durée d'observation de 65 ans, le débit mensuel minimal a été de 24,2 m3/s en mars 1944, tandis que le débit mensuel maximal s'élevait à 8 900 m3/s en juin 1956. 
En ne considérant que la seule période estivale, libre de glaces (de juin à septembre inclus), le débit mensuel minimal observé a été de 724 m3/s en septembre 1945, niveau restant pour le moins abondant. Un débit mensuel estival inférieur à 750 m3/s est rare, voire exceptionnel. 